# 树轮年代学

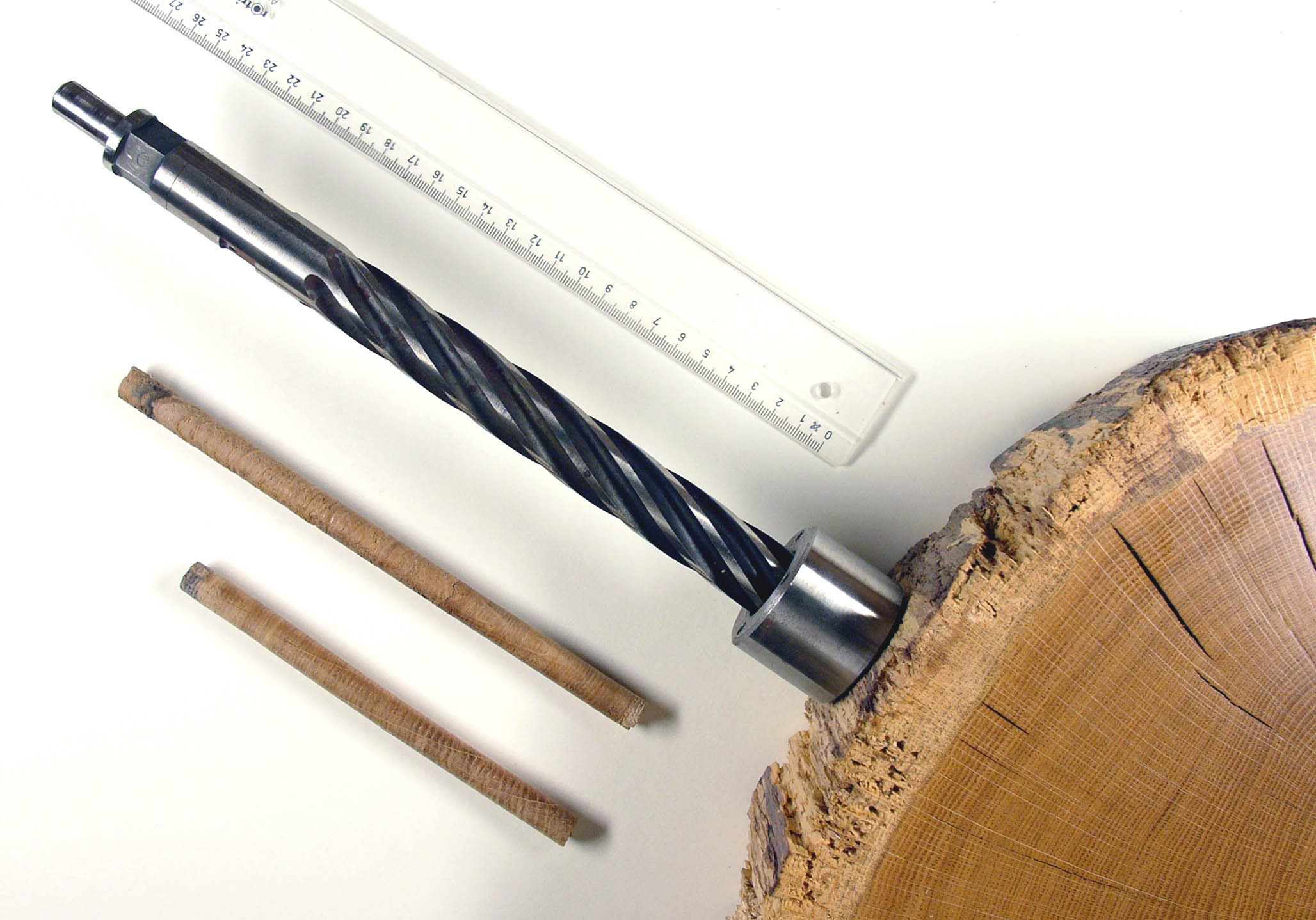
树轮取样和计数工具

树轮年代学，又称树木年轮学、树轮学是一种通过对树木年轮进行科学分析而测定年代的方法。这门学科是20世纪上半叶由亚利桑那大学教授，树轮研究实验室的创办人A. E. 道格拉斯发展起来的。在考古学、美術史、樹木氣候學领域有重要应用价值。
树轮年代学用于确定样本的精确年代，特别常用于确定因为年代较近，用放射性测年仅能给出大致时段，无法确定精确年代的样本。然而，为了精确给出一棵死亡树木的年代，需要获得包含树木外沿的完整样本——大多数经过加工的木板无法满足这样的要求。这种方法还能用来确定某些事件发生的时间或环境变化速率（大多数时候与气候变化有关），或者确定考古发掘的木材、工艺品或建筑的年代，比如古代版画的年代。这种方法也用于检查放射性测年的数据，以校准碳同位素测年的精度。
树上新生的细胞会在靠近树皮处形成一层。一棵树的生长速率会因为当年的气候变化而发生有规律的变化，在树干上生成可见的生长轮。树干的每一轮都标志着一个树木经过了一个完整的季节周期或者一年的变化。直到2020年，准确的北半球树木年轮数据已经回溯至13,910年之前。目前还有一种较新的测年方法，利用每一个年轮的氧同位素之变化来测年。这种方法称为“同位素树木年轮法”（isotope dendrochronology），可以用于测定因为年轮太少或过于相似，不适于使用传统树木年轮法测定的样本。

## 历史
希腊植物学家泰奧弗拉斯托斯首次提出树木具有轮线。达芬奇 (1452–1519)在《绘画论》中则第一次指出树木的轮线乃是年轮，其厚度有树木发生的条件决定。1737年，法国博物家Henri-Louis Duhamel du Monceau 与布丰考察了生长条件与树木年轮形状之关系。他们发现，1709的严冬造成了独特的深色树轮，成为后来欧洲诸多自然学家的参考数据。在美国，Alexander Catlin Twining (1801–1884)在1933年提出，树木年轮的模式可以用来同步各种树木的年代，因此可以用于重建整个地区从前的气候条件。英国博物学家查尔斯·巴贝奇（Charles Babbage）提出，可以使用树木年轮学来定年泥碳沼中残余的树木甚至地层(1835, 1838)。
19世纪后半叶，关于树轮的科学研究与树木年轮学的应用逐渐多了起来。1859年，德国-美国裔的土地测量员Jacob Kuechler (1823–1893) 使用交叉定年法检查了橡树 (Quercus stellata)的年轮，试图以此分析西得克萨斯州的气候。1866年，德国植物学家、昆虫学家和森林学家Julius Ratzeburg (1801–1871)观察到树木年轮可能受到昆虫侵害的影响。到了1882年，这一观察就已经写入了森林学教科书。1870年代，荷兰天文学家雅各布斯·卡普坦 (1851–1922) 使用交叉定年法重建了荷兰和德国的气候。1881年，瑞士-奥地利森林学家Arthur von Seckendorff-Gudent (1845–1886)也开始使用交叉定年法。从1869到1901年，德国森林病理学教授Robert Hartig (1839–1901)撰写了一系列论文，讨论树木年轮的解剖学和生态学问题。1892年,俄国物理学家Fedor Nikiforovich Shvedov (Фёдор Никифорович Шведов; 1841–1905) 写到，他已经使用树木年轮预测了1882至1891年期间的干旱。
20世纪初，天文学家A. E. Douglass 在亚利桑那大学创建了树木年轮研究所。Douglass希望更好地理解太阳黑子活动与周期对地球气候的影响，而气候的变化则进一步记录在树木年轮之中(换句话说，太阳黑子 → 气候 → 树轮)。